# بي. مورالي
بي. مورالي (بالإنجليزية: B. Murali)‏ هو صحفي هندي، ولد في 3 أبريل 1971 في كولام في الهند.